# Антоніс Мор
Антоніс Мор (Антоніс Мор ван Дасхорст нід. Anthonis Mor van Dashorst, англ. Anthonis Mor, італ. Antonio Moro, 1517/1520, Утрехт — 1576/1577, Антверпен) — художник з Нідерландів XVI століття. Займався релігійним живописом, але відомий як талановитий портретист XVI ст. в різних країнах Західної Європи. Більше відомий під італізованим прізвищем Антоніо Моро.

## Біографія
Точних відомостей про народження не збереглося. Вважається, що народився в місті Утрехт між 1517 та 1520 роками.

## Дещо про Скореля

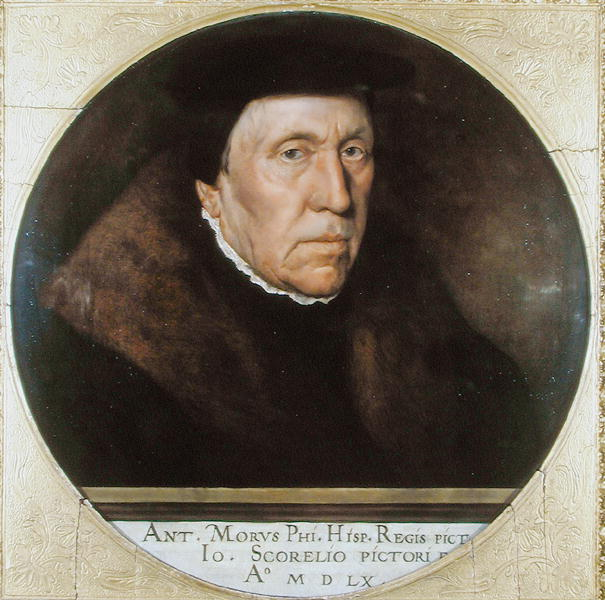
«Портрет Яна ван Скореля» пензля учня Антоніса Мора

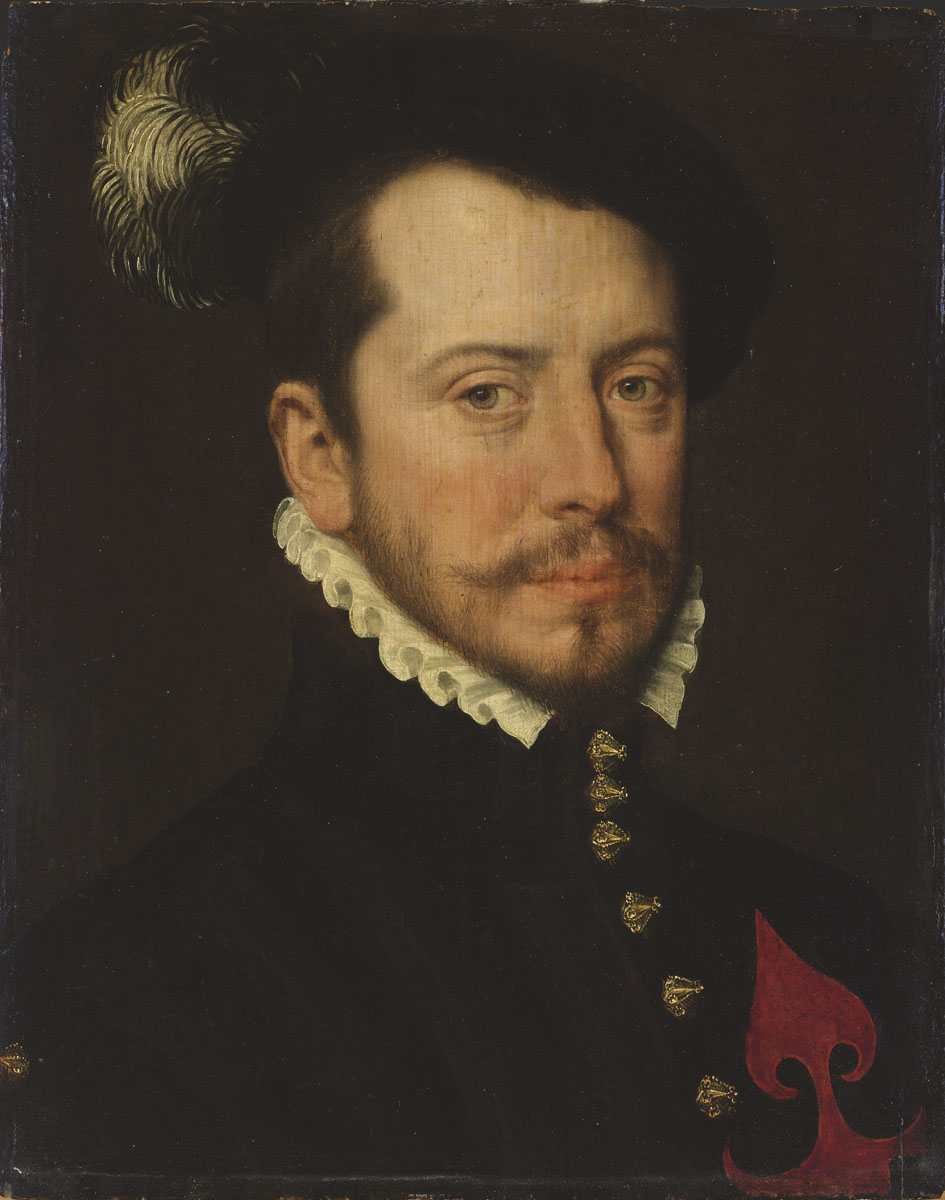
Портрет невідомого з орденом Сант Яго, Будапешт

Навчався у художника Яна ван Скореля. Вважають, що Скорель один з перших майстрів Нідерландів, що зрозумів важливість і користь навчання в Італії, де була висока, тисячолітня, мистецька культура. Адже в Італії попри всі негаразди зберігалися архітектурні та мистецькі витвори різних епох і народів.
Скорель — особа видатна. Мандрував по Німеччині, Швейцарії, Італії, зробив паломництво в Палестину. Він був знайомим з Альбрехтом Дюрером. 1521 р. папський престол посів утрехтець Адріан VI. Скорель став його придворним живописцем. Папа помер через 2 роки і Скорель покинув Італію. З 1524 р. він в Утрехті. Десь з цієї пори у нього і навчався Мор.
Скорель в мистецтві займав компромісні позиції між живописом Нідерландів і маньєризмом Італії. У 1550 саме Скорель реставрував «Гентський вівтар», відомий твір художників — братів Ейк.
Ймовірно, Скорель брав з собою в Італію і учня Мора.

## Мандри Мора
У 1547 році стає членом гільдії св. Луки в Антверпені. Знайомство з кардиналом Гранвеллою, єпископом Арраським. Починаються мандри Мора.
В Португалії малював портрети королеви Катаріни та її дітей. Працював в Мадриді в Іспанії. В період дипломатичних стосунків королівських родин Іспанії і Англії перебував в Лондоні. За портрет королеви Марії Кривавої одержав винагороди і звання лицаря. І знову столиця Іспанії — Мадрид, королівський двір.
Після робіт при королівському дворі Іспанії повернувся на батьківщину.

## Портретист
В портретах Мора ніяких впливів маньєризму не знаходять. Стиль портретів Мора — суворий, надто реалістичний, репрезентативний. Портрети слугували оздобою палаців і документами доби. Майже нема багатого тла с завісами, палацовими меблями. Але портрети Мора сповнені дрібниць, він любив речі і перли. Й умів добре передавати їх на полотні. Портрет короля Іспанії Філіппа ІІ досі вражає глибоким чорним тлом і розкішшю лицарських обладунків особи. Нечасто, але в його творчості виникають і привітні постаті (Маргарита Пармська), які залюбки створюватимуть майбутні майстри доби бароко.

## Спадок
Манера живопису мала потужний вплив на митців Іспанії. Саме від Мора йде лінія реалістичних портретів, позбавлених компліментів і ідеалізації. Ідеал в творах Мора був, але він ішов від переваг зовнішності самої моделі, помножений на велич та аристократизм.
Майстерність портретів Мора вражала сучасників. Коли про нього призабули, багато з його творів віднесли до пензля Гольбейна.
Автопортрет Мора має галерея Уффіці, де збирають автопортрети видатних митців.
Особливо великим був вплив Мора на портретистів Іспанії: Алонсо Санчеса Коельо, Хуана Пантоху де ла Круса.

## Вибрані твори
- Автопортрет, Уффіці, Флоренція
- п-т кардинала Гранвелли, Музей історії мистецтв, Відень
- Інфанта (принцеса) Марія Іспанська, Музей Прадо, Мадрид
- Сір Томас Грехем, Амстердам
- п-т Анни Австрійської, королеви Іспанії Музей історії мистецтв, Відень
- Петер Ернст І фон Мансфельд
- фернандо Альварес де Толедо, третій герцог Альба
- п-т Філіпа ІІ, короля Іспанії, Ескоріал
- п-т невідомого з орденом Сант Яго, Будапешт
- п-т Голдсміта, Мауріцхейс, Гаага
- п-т Джованні Баттіста ді Кастальдо, Музей Тіссен-Борнеміса, Мадрид
- «Марія Тюдор, королева Англії, друга дружина Філіпа II», 1554, Музей Прадо, Мадрид
- «Пехерон, блазень графа Бенавенте і герцога Альби», бл. 1560, Музей Прадо, Мадрид
- «Портрет заміжньої дами», 1560—1565, Музей Прадо, Мадрид
- п-т невідомого аристократа з рукавичками, Відень
- п-т Катаріни, королеви Португалії
- п-т Жуана ІІІ, короля Португалії
- п-т Ізабелли де Валуа, королеви Іспанії
- п-т Джейн Дормер
- п-т Жанни Люльє, Безансон
- п-т Мартина де Гуерра і Арагон, Національний музей, Стокгольм
- п-т Веспасіано Гонзага
- п-т невідомого вельможі в жовтому, Москва
- п-т невідомого вельможі в одязі з хутра, Ермітаж, Санкт-Петербург

## Галерея вибраних творів

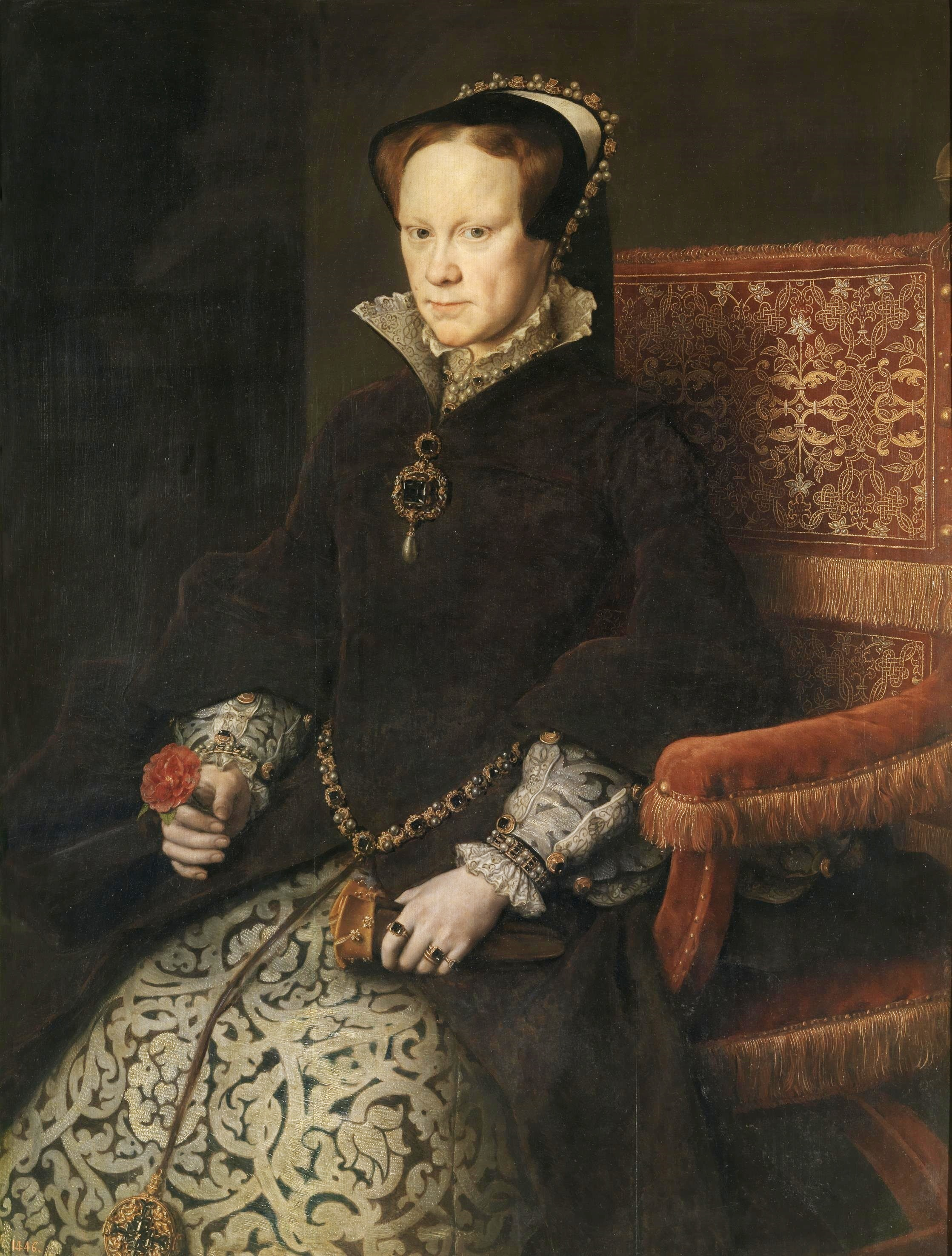
Марія Тюдор, королева Англії, друга дружина Філіпа II, 1554, Музей Прадо, Мадрид
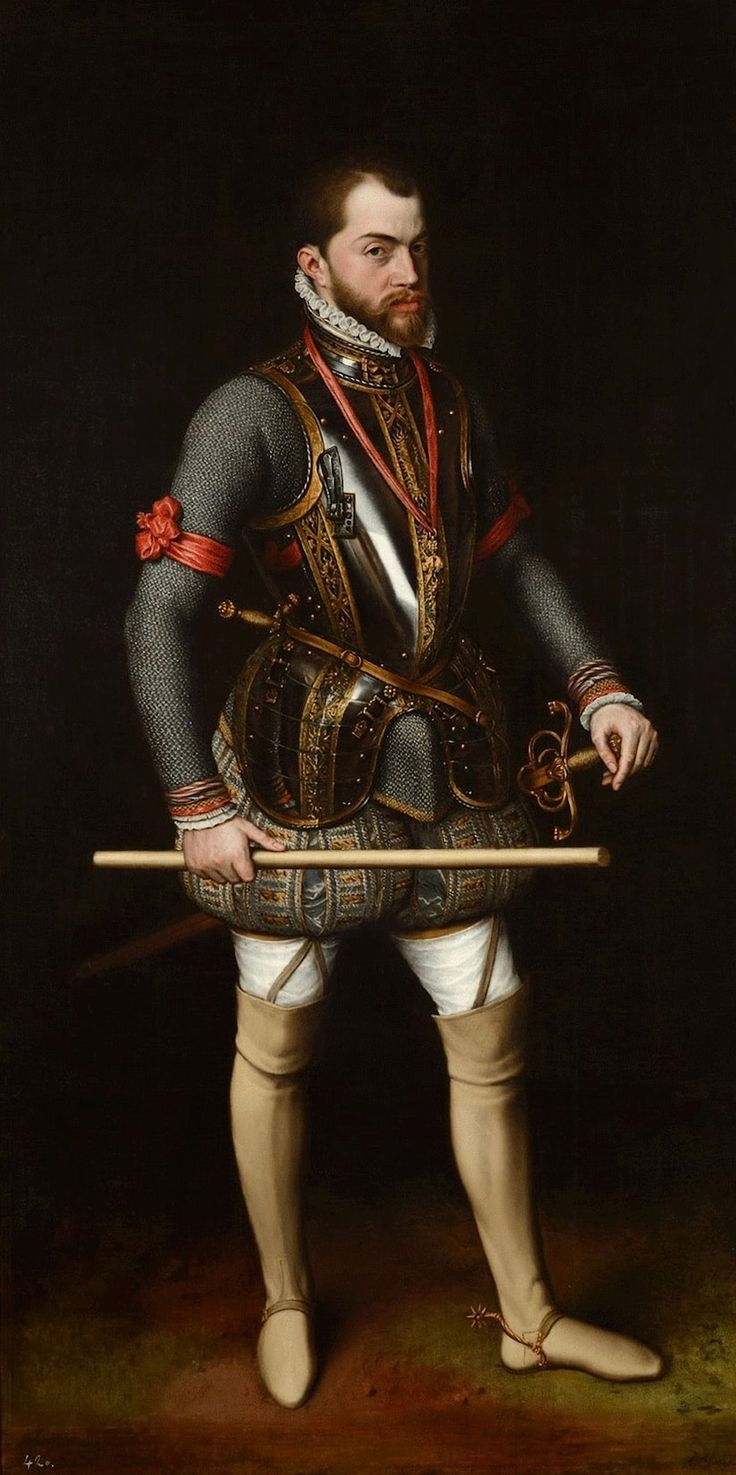
Портрет Філіпа II
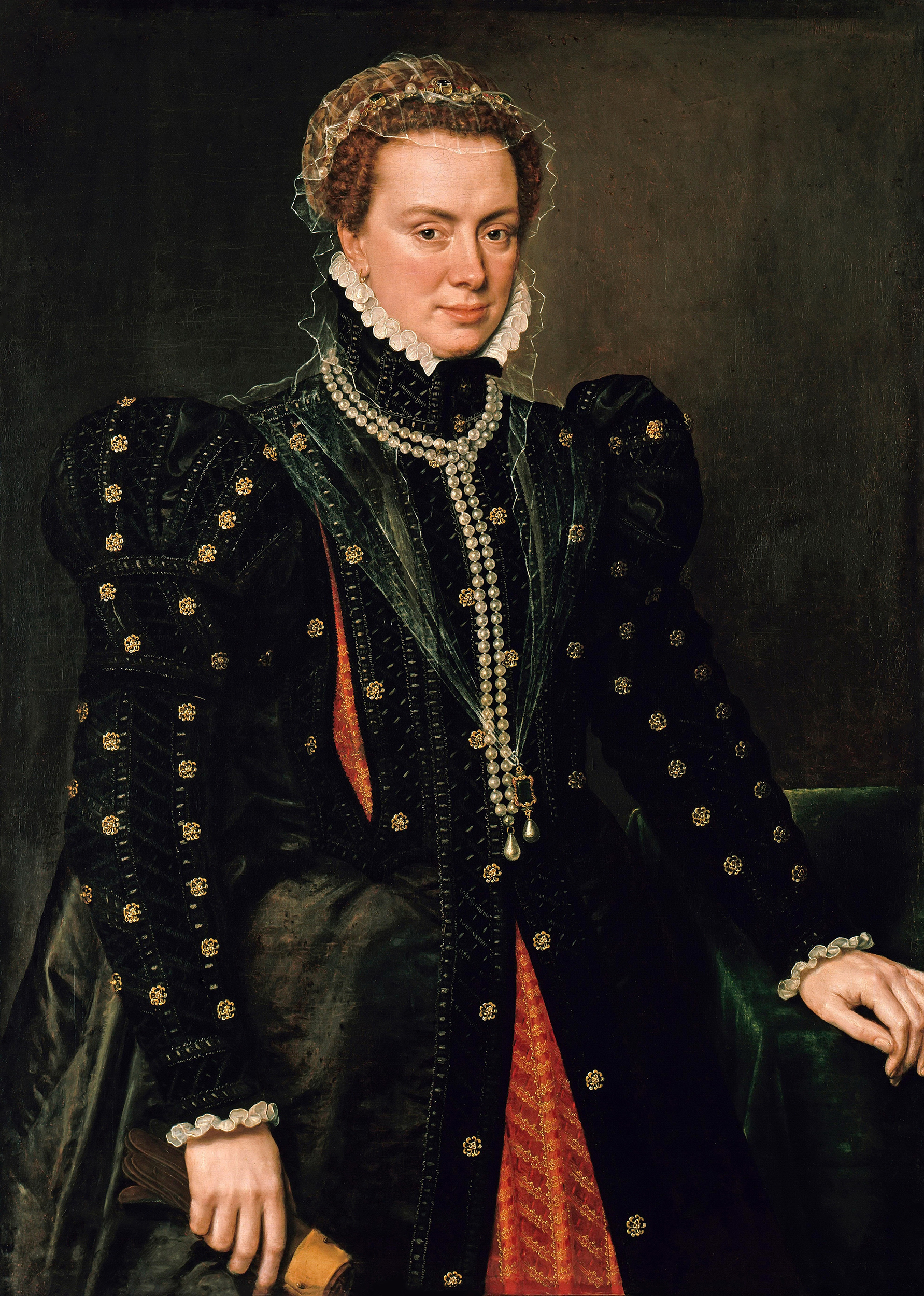
Маргарита Пармська, 1562, Берлінська картинна галерея
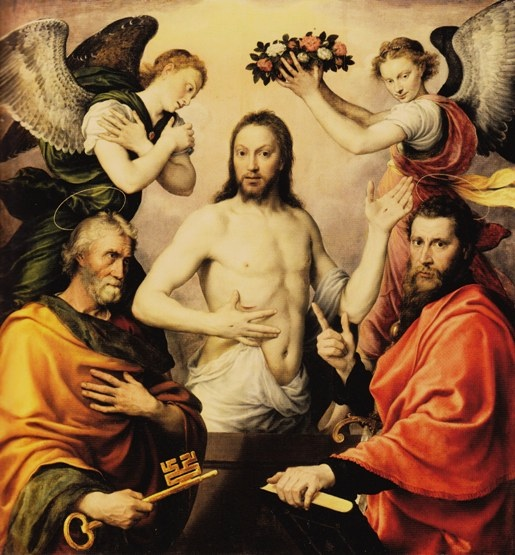
Христос з двома янголами між апостолів Петром та Павлом, 1564, Музей Конде, Франція
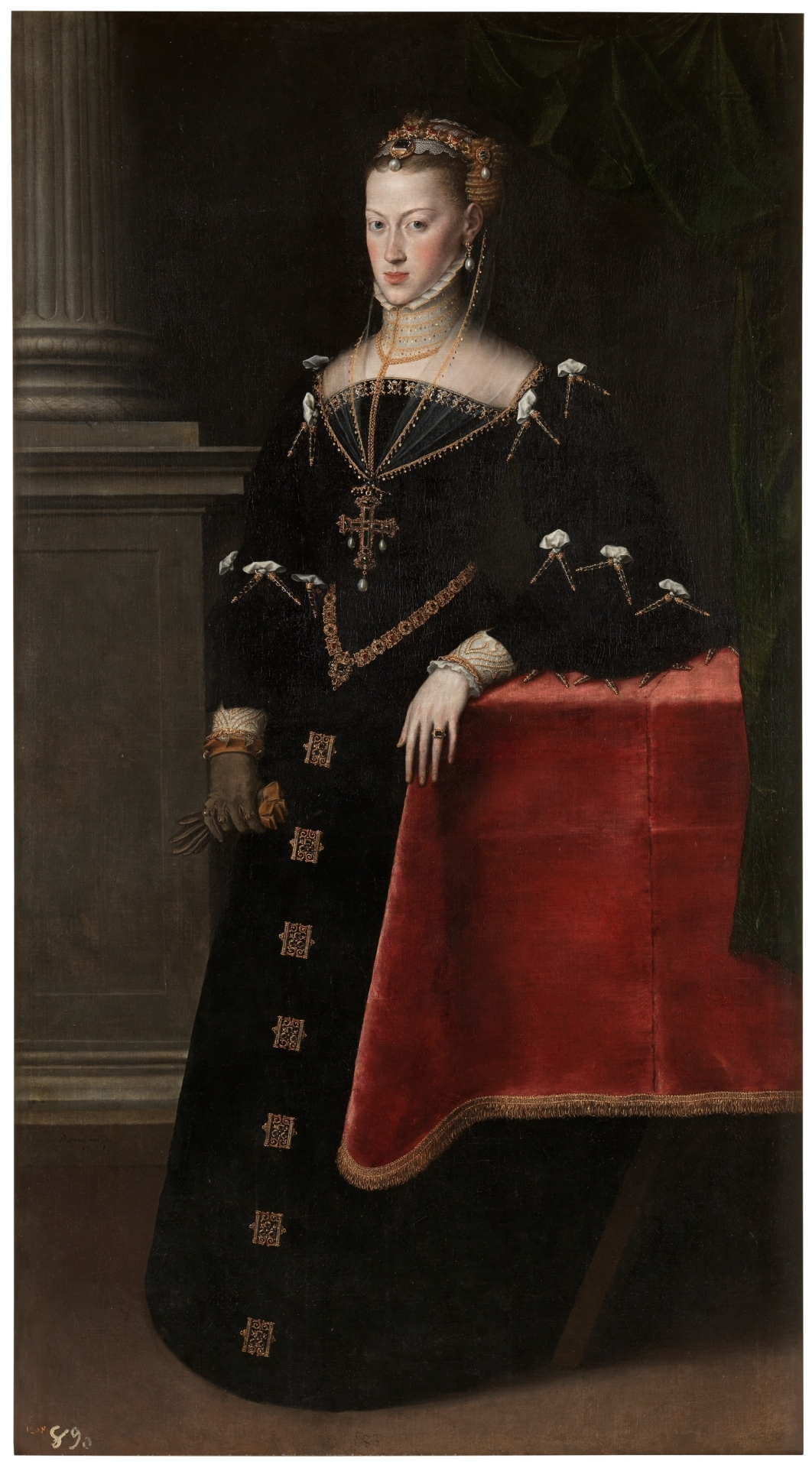
Принцеса Марія Іспанська, 1551, Національний музей Прадо
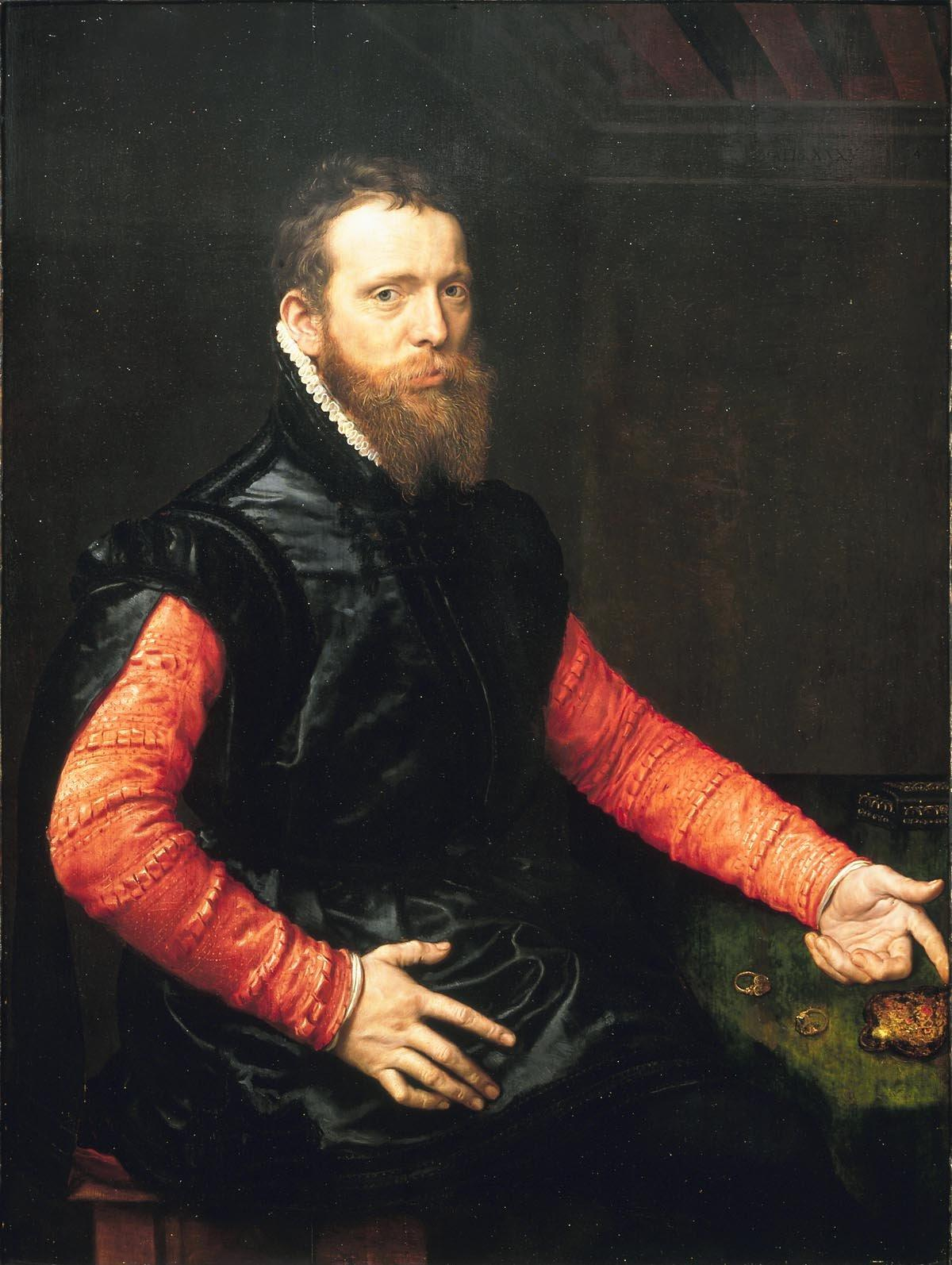
Скульптор і ювелір Стевен ван Гервік, 1564, Мауріцхейс, Гаага
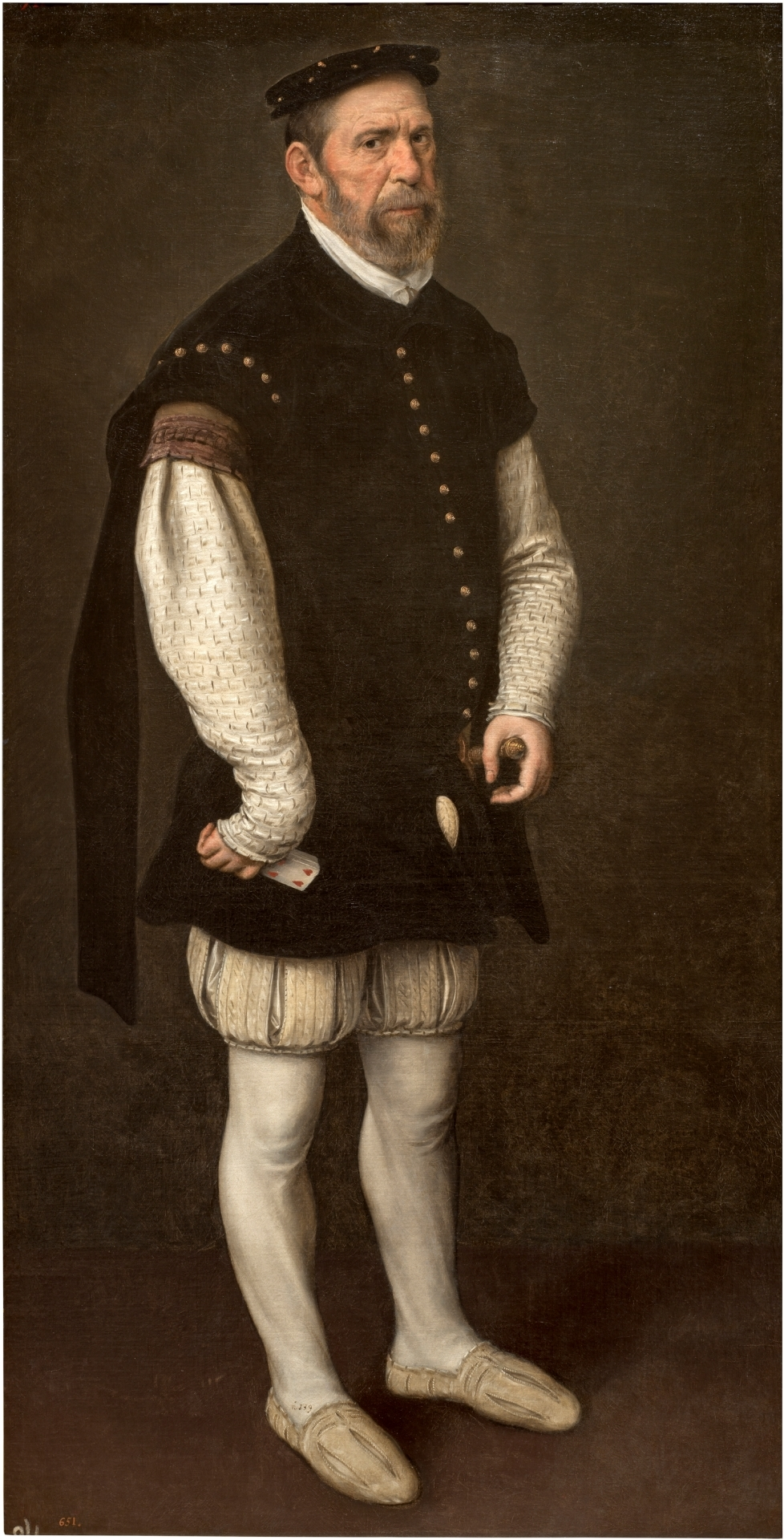
Пехерон, блазень графа Бенавенте і герцога Альби, бл. 1560, Музей Прадо, Мадрид
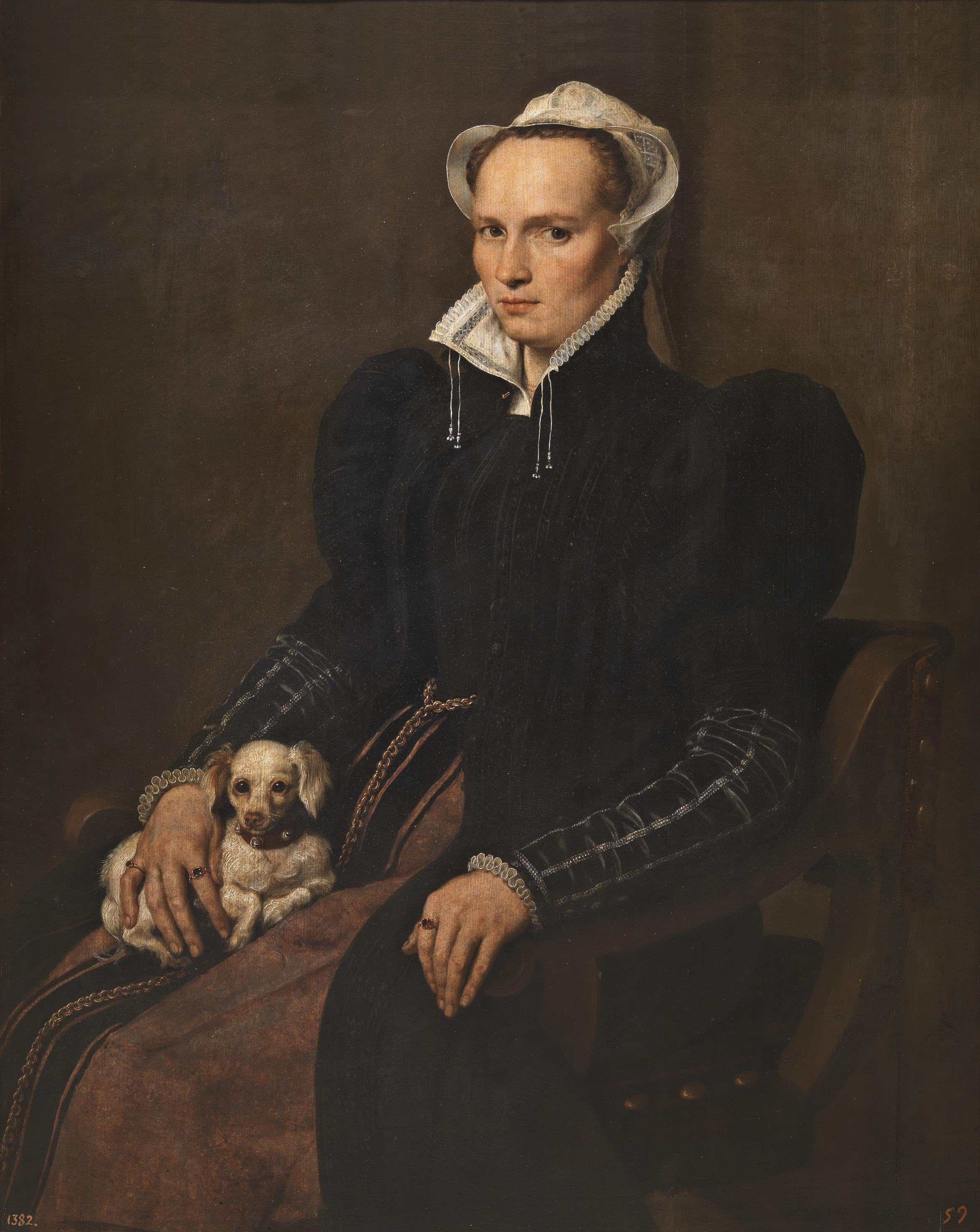
Портрет заміжньої дами, 1560—1565, Музей Прадо, Мадрид
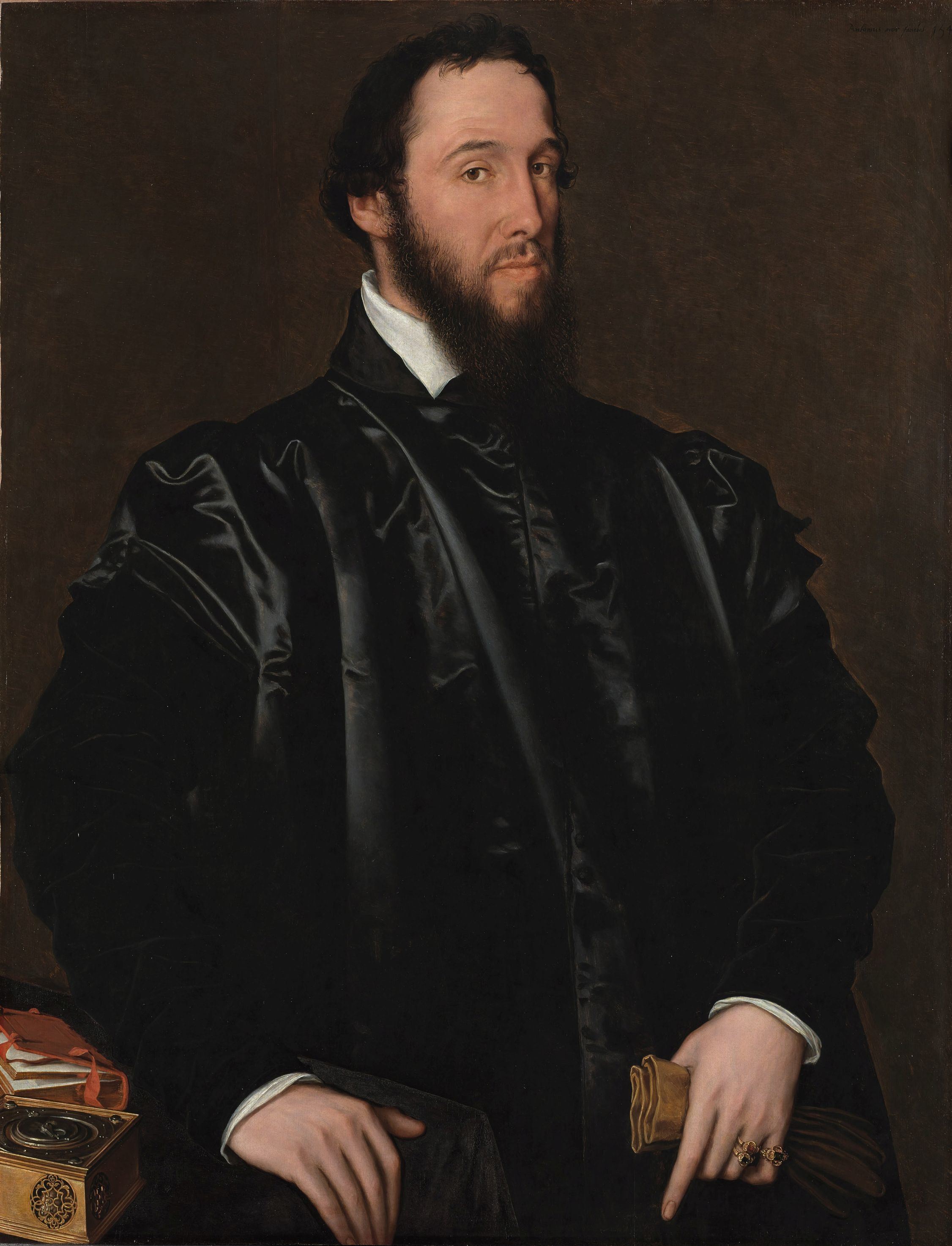
Портрет Гранвеля
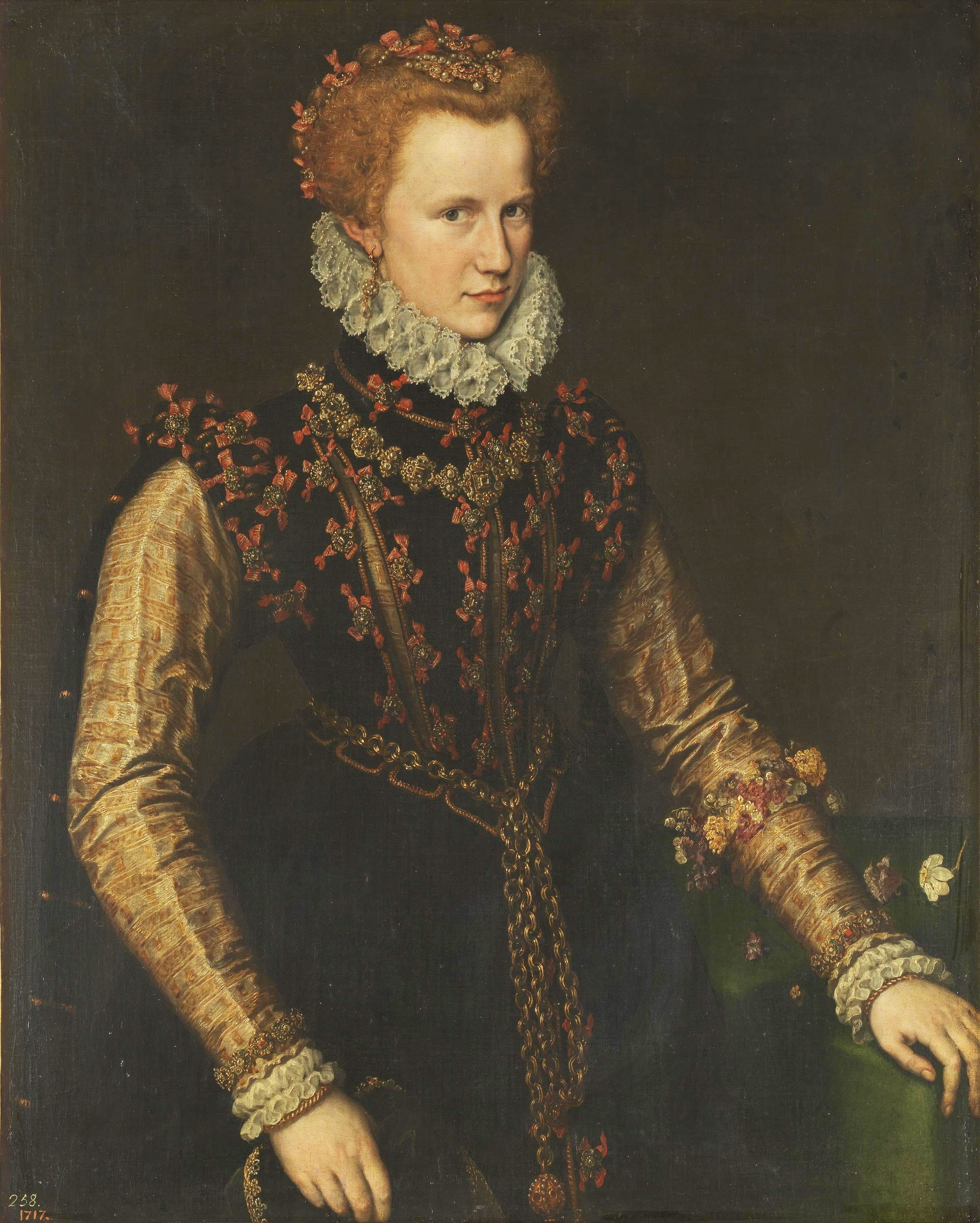
Можливий портрет Джейн Дормер, бл. 1558
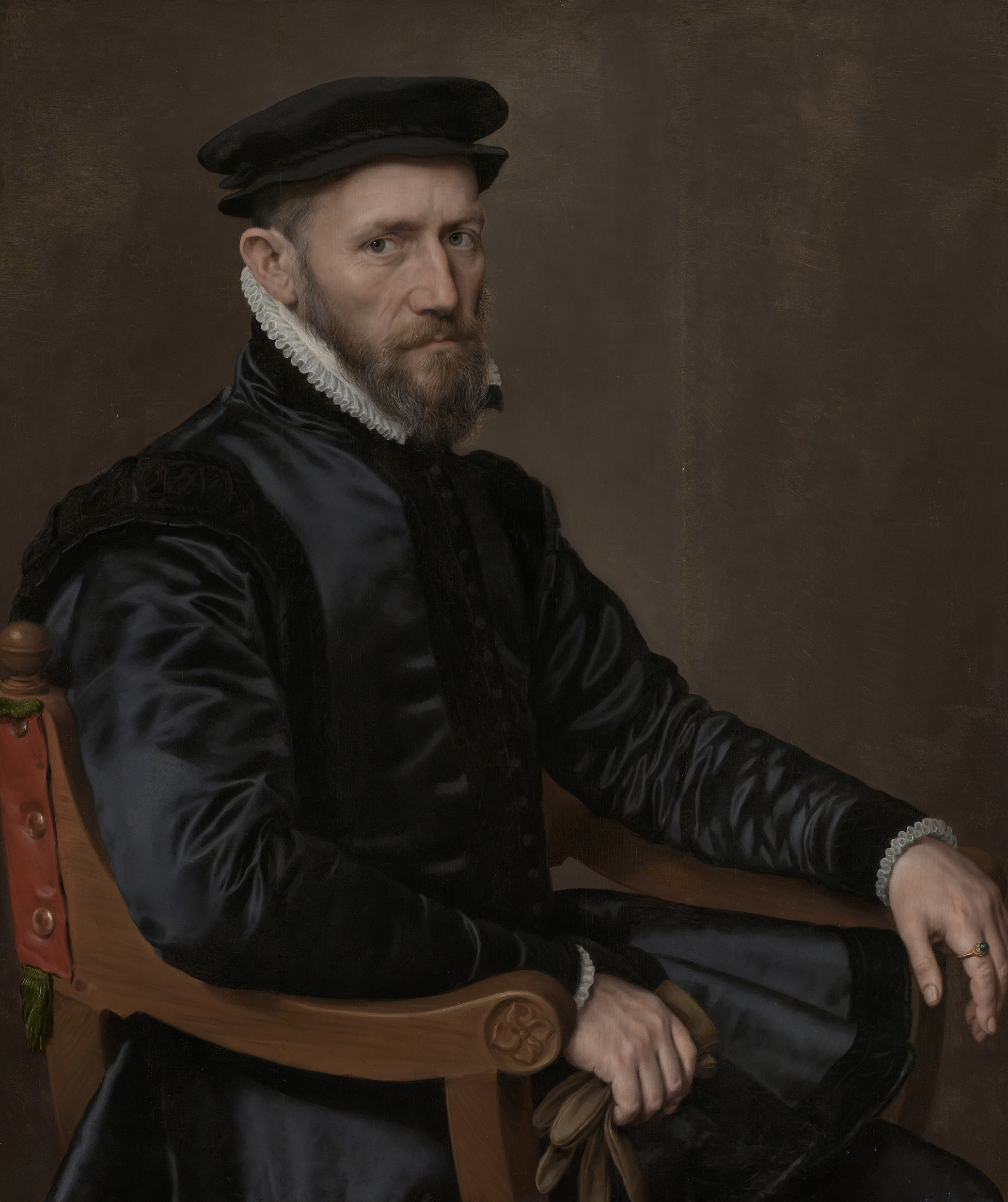
Томас Грешем; (1560)
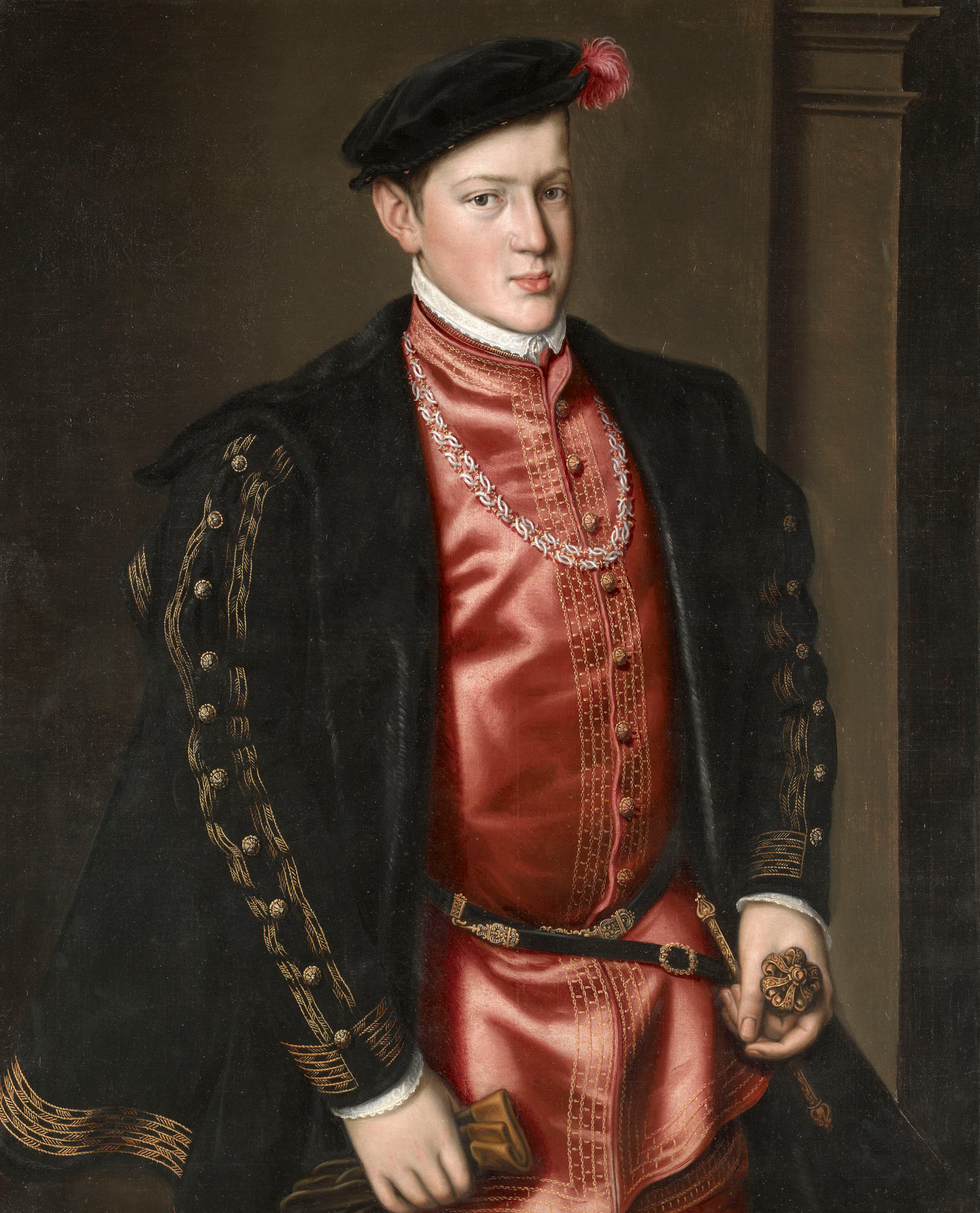
Дон Жуан Португальський; (1552)
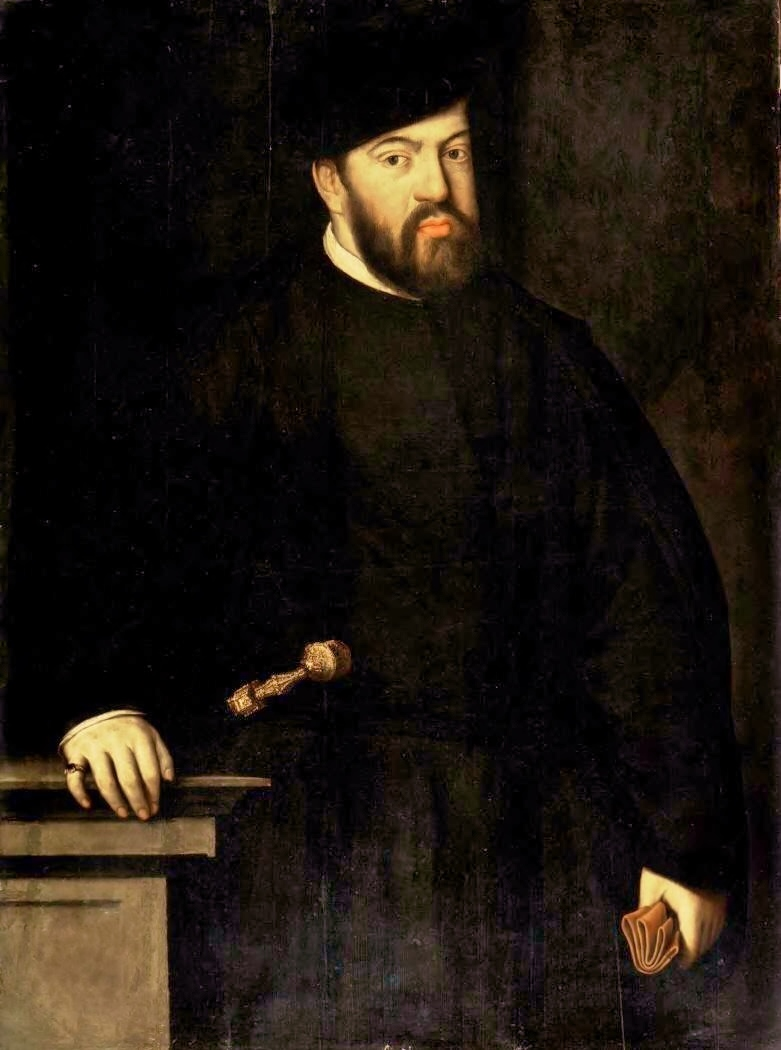
Король Жуан III Португальський
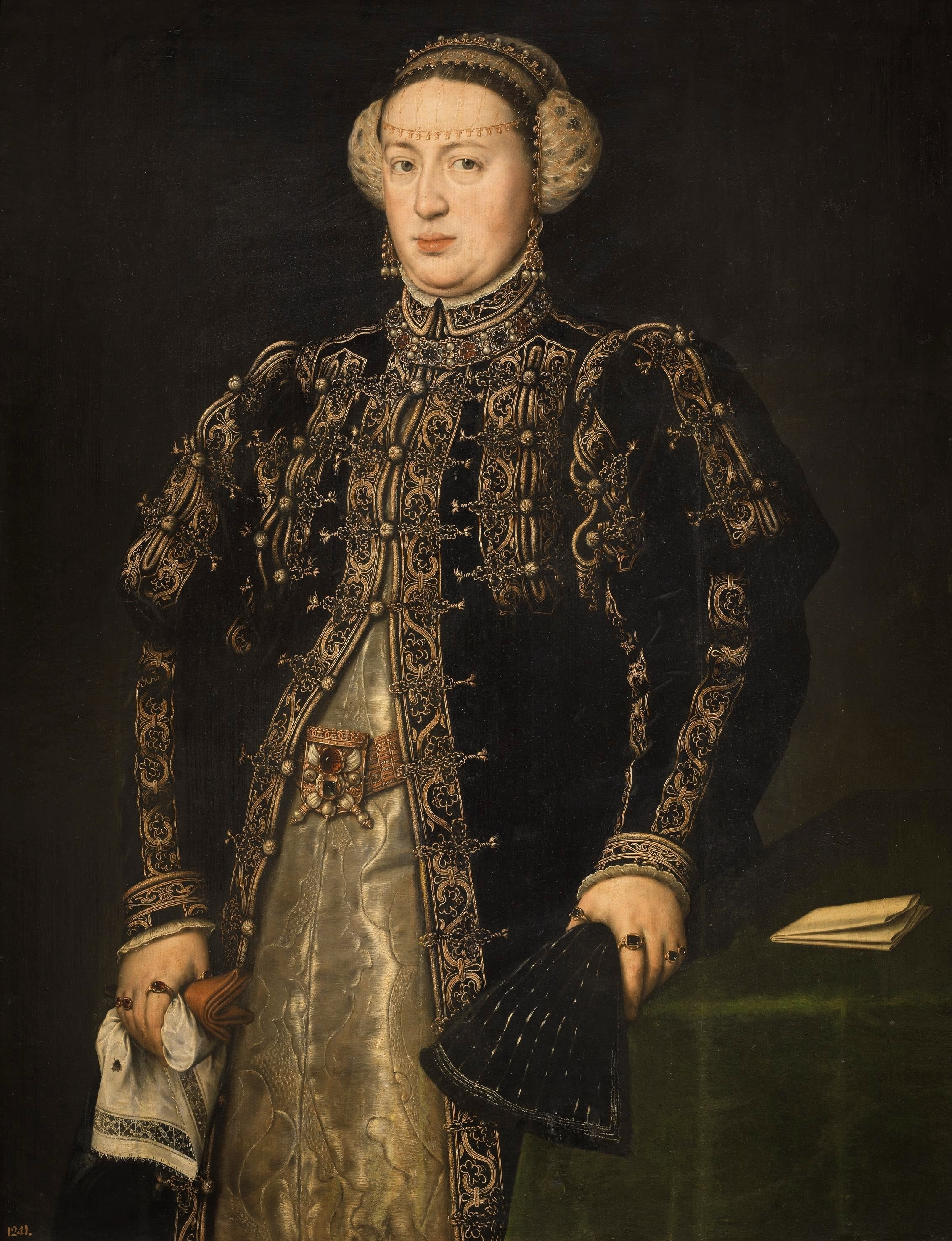
Катерина Португальська
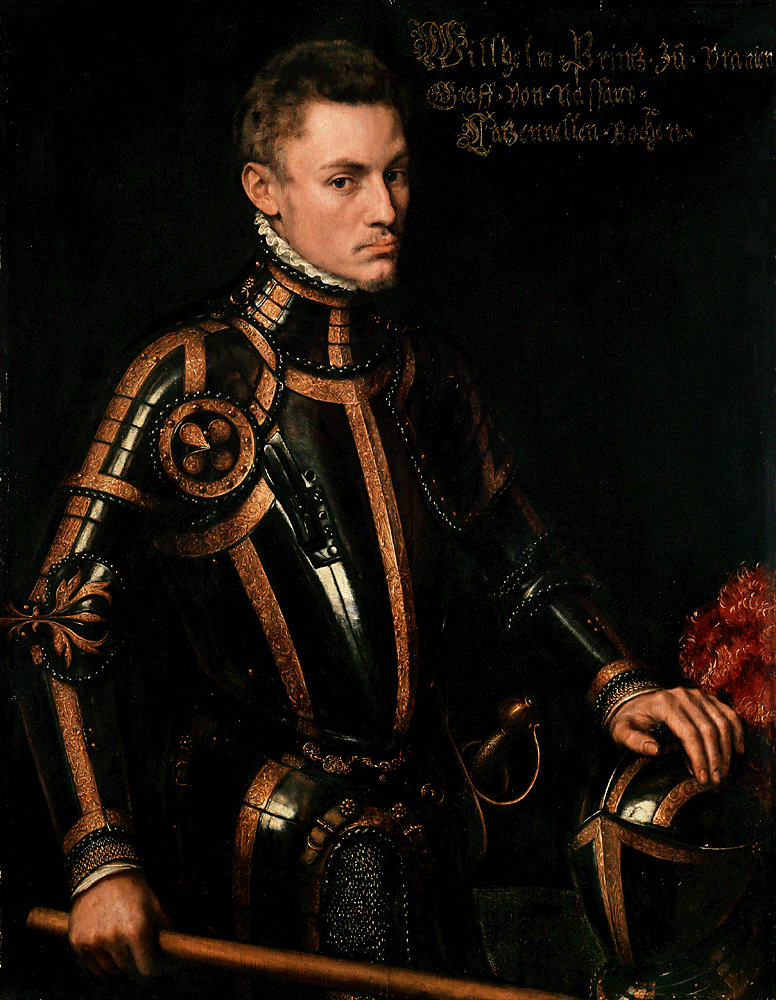
Вільгельм Оранський
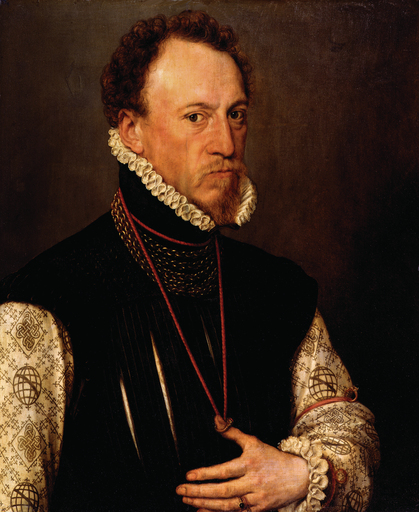
Генрі Лі Дічлі